# 刈谷市駅
刈谷市駅（かりやしえき）は、愛知県刈谷市広小路にある名鉄三河線の駅である。駅番号はMU03。manacaが使用可能である。刈谷の旧城下町近くにある。

## 歴史
1914年（大正3年）2月、碧海郡刈谷町の有力者達が発起人となって設立した三河鉄道の開業時、刈谷旧来の中心市街地（旧城下町地区）の南端に三河鉄道の主要駅の一つとして設置された。駅名は、当時は周囲が田園地帯であった東海道線の刈谷駅に対して刈谷町駅（かりやまちえき）と命名された。開業時の駅舎は木造平屋建の小さなものであったが、1931年に建設された2代目駅舎は街の玄関口にふさわしく重厚でモダンな鉄筋コンクリート造りであった。その後、1950年（昭和25年）1月に刈谷町が市制施行し刈谷市となったため、1952年（昭和27年）3月に現在の刈谷市駅へと改名された。

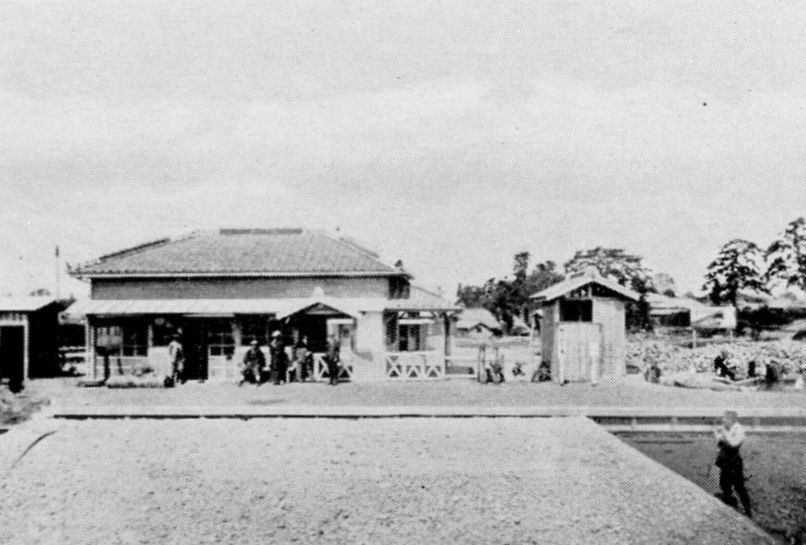
初代駅舎
2代目駅舎

### 年表
- 1914年（大正3年）2月5日 - 三河鉄道の刈谷町駅として開業[2]。
- 1931年（昭和6年） - 駅舎改築[3]。
- 1941年（昭和16年）6月1日 - 三河鉄道が名古屋鉄道に合併。同社三河線の駅となる。
- 1952年（昭和27年）3月1日 - 刈谷市駅に改称[2]。
- 1965年（昭和40年）1月1日 - 貨物営業廃止[4]。
- 1980年（昭和55年）12月14日 - 高架化される[5]。
- 1982年（昭和57年）12月 - 高架下にテナントビル「名鉄サンリバー」が開店[5]。
- 1987年（昭和62年）
  - 4月18日 - 駅入口の隣に名鉄百貨店の「ギフトショップ刈谷」が開店[6]。
  - 5月 - 自動改札機設置[7]。
- 1999年（平成11年）12月20日 - エレベータ設置工事完了、竣工式実施[8]。工事費は全額刈谷市が負担[9]。
- 2005年（平成17年）
  - 8月11日 - 駅集中管理システム導入に伴い無人駅となる[10]。
  - 9月14日 - 「トランパス」導入。
- 2011年（平成23年）2月11日 - ICカード乗車券「manaca」供用開始。
- 2012年（平成24年）2月29日 - トランパス供用終了。

## 駅構造
島式1面2線ホームを持つ高架駅。刈谷駅から当駅までは複線である。また、刈谷駅を出てから当駅までは高架線になっている。小垣江駅に向かう途中で地上線に戻る。
駅集中管理システム（管理駅は知立駅）が導入された無人駅である。改札口は高架下の地上階にあり、付近には自動券売機（新規manaca通勤定期乗車券及び継続manaca定期乗車券の購入にも対応しているが、7:00～22:00以外の時間帯は名鉄ミューズカードでの決済は不可能である）と自動精算機（ICカードの積み増し等も可能）を1台ずつ備えている。
バリアフリー設備としてエレベータ、多目的トイレが設置されている。

### のりば
| 番線 | 路線              | 方向 | 行先     |
| ---- | ----------------- | ---- | -------- |
| 1    | MU 三河線（海線） | 下り | 知立ゆき |
| 2    | MU 三河線（海線） | 上り | 碧南ゆき |

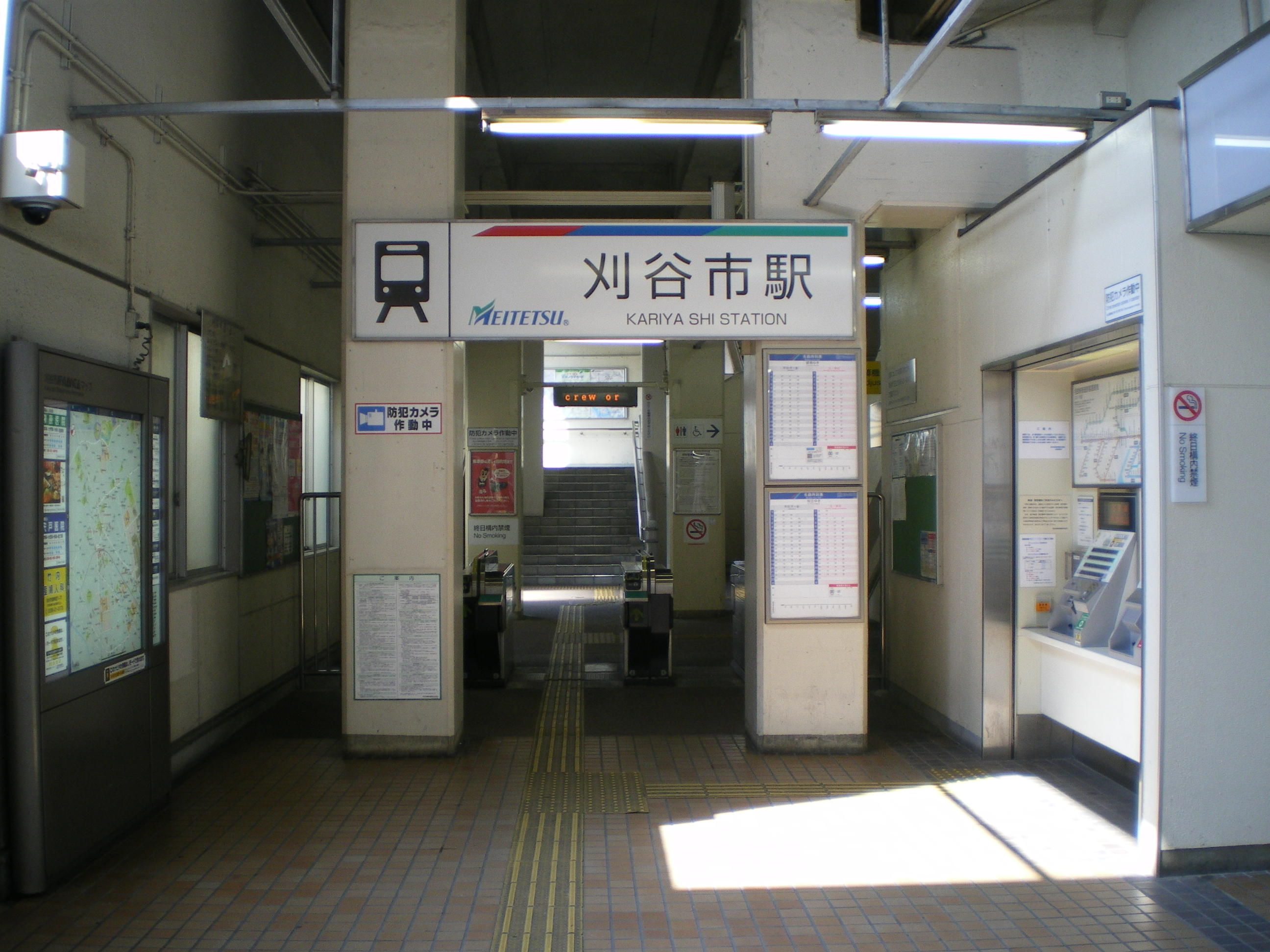
改札口
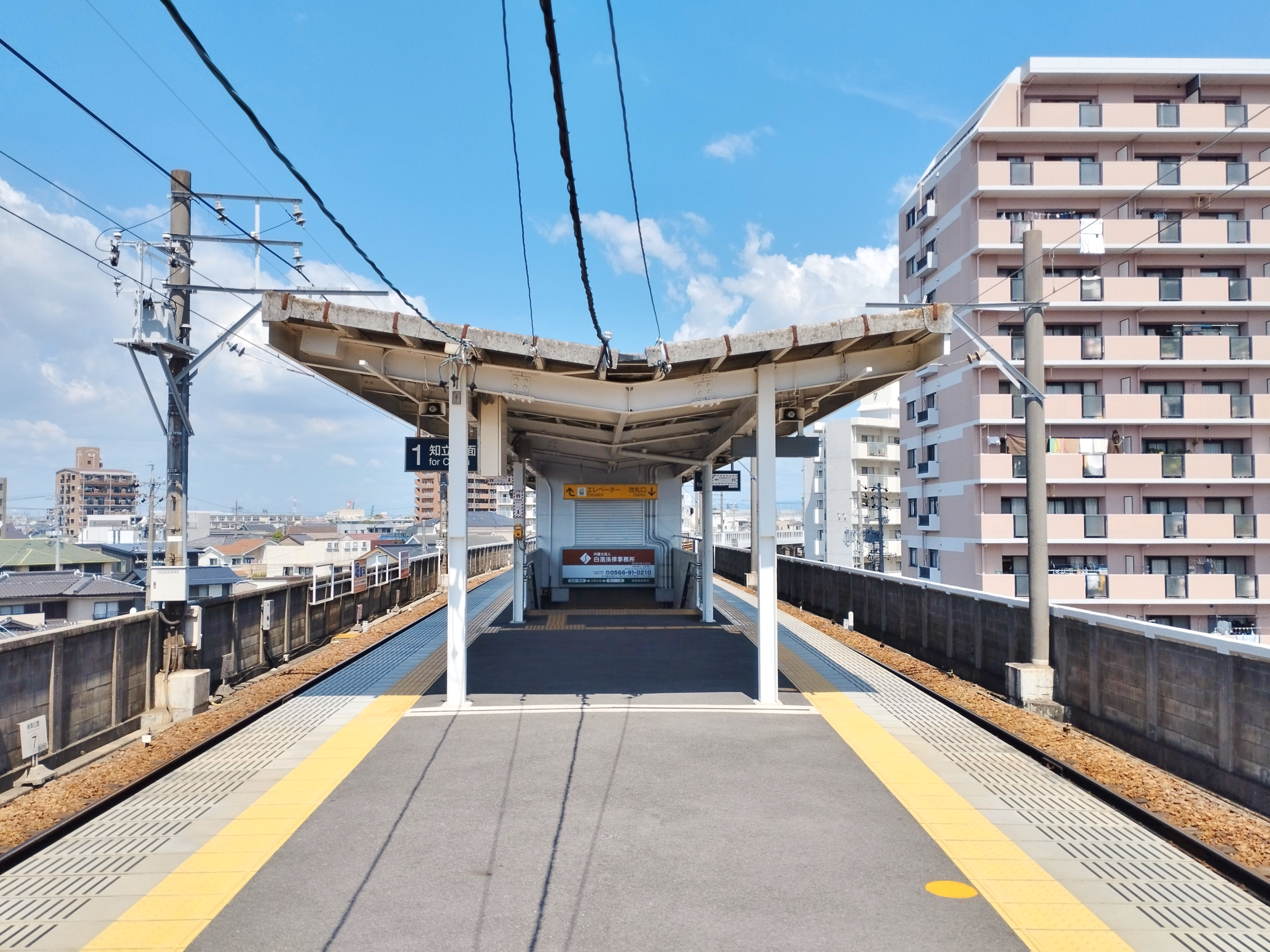
ホーム
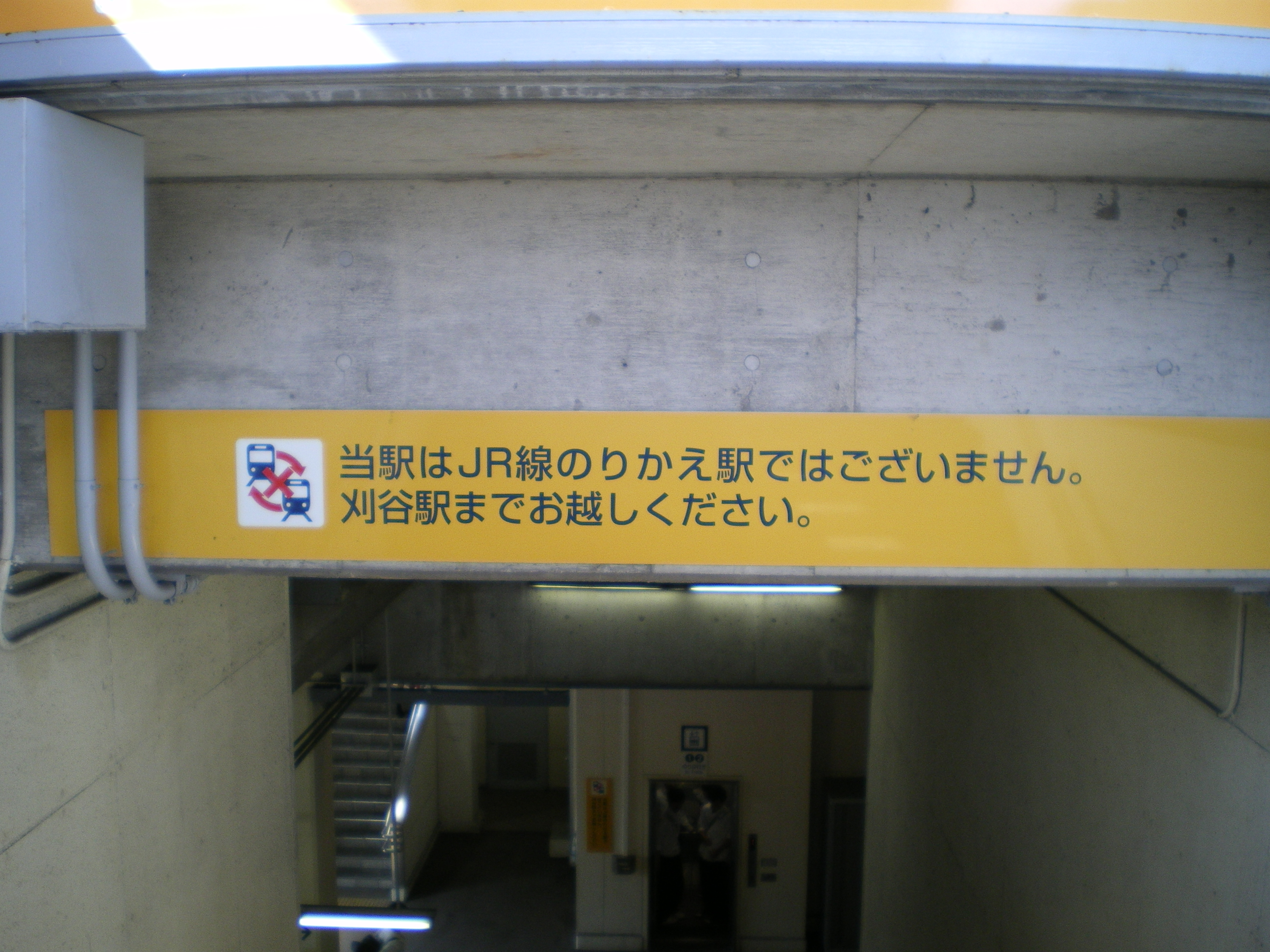
誤降車防止の案内表示
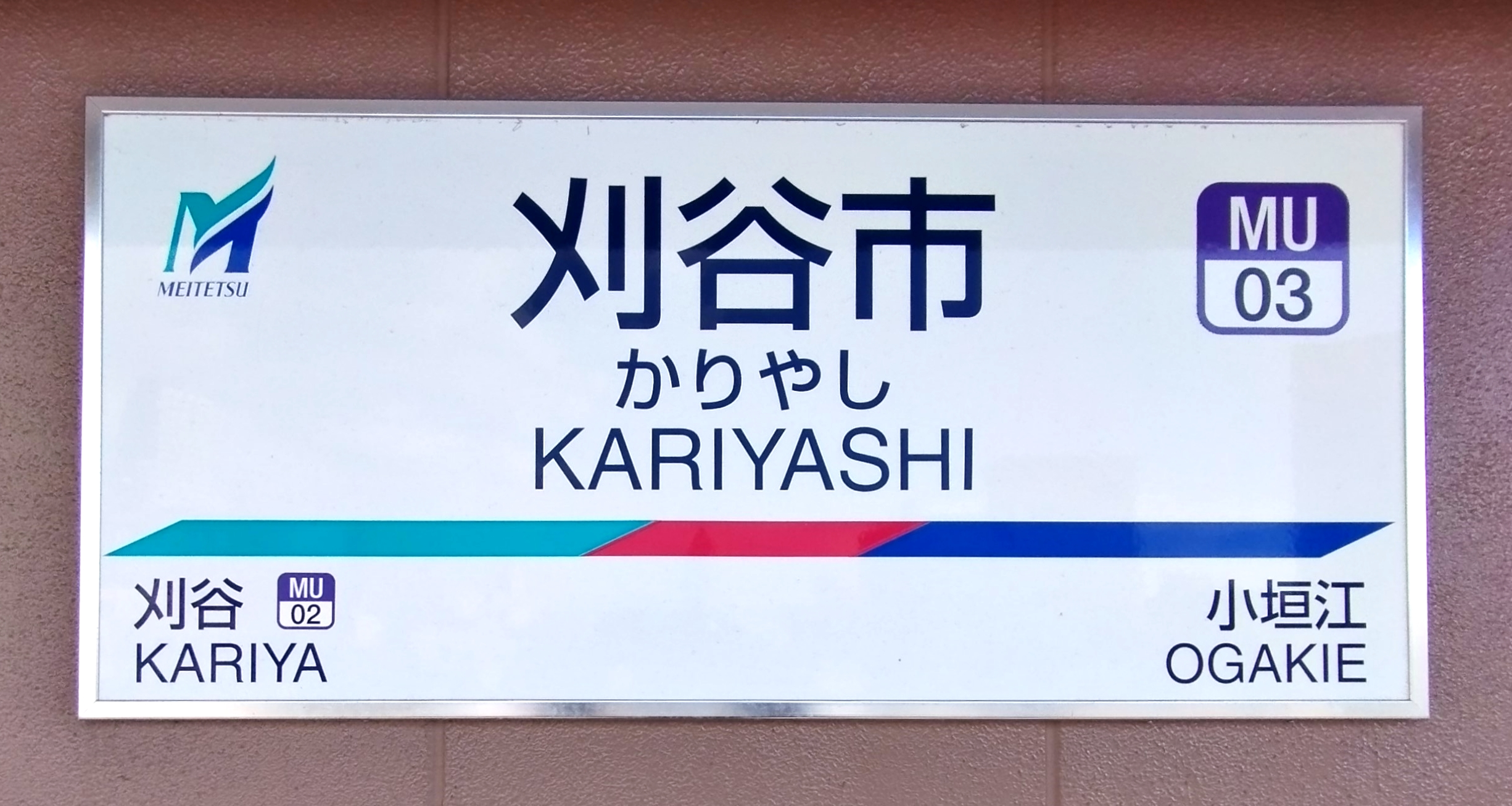
駅名標

### サウンドギャラリー
- 小垣江 → 刈谷市間 車内アナウンス

- 刈谷市 → 刈谷間 車内アナウンス

### 配線図
| ← 刈谷・ 知立方面 | 刈谷市駅 構内配線略図 | → 三河高浜・ 碧南方面 |
| 凡例 出典:        |                       |                       |

## 駅周辺
刈谷藩の旧城下町地区に近い。刈谷市駅は商店街の起点駅としての役割を担ってきたが、商店街の衰退とともに周辺は旧城下町地区を中心とした落ち着いた住宅街へと変貌しつつある。
角文が駅前（西側）で地上17階建ての定期借地権店舗・マンション複合再開発ビルを建設中であり、ほか駅前広場や地区内道路の再整備も行っている（当初発表にあったJVの野村不動産は撤退、かつ当初計画よりも規模縮小）。再開発ビルは2027年度竣工予定。
- 刈谷日劇
- 亀城公園（刈谷城址）
- 刈谷市郷土資料館
- 刈谷市城町図書館（2階に郷土資料館分室がある）
- 刈谷球場
- 刈谷市体育館・武道場
- 愛知県立刈谷高等学校
- 愛知県立刈谷北高等学校
- 豊田自動織機本社・本社工場

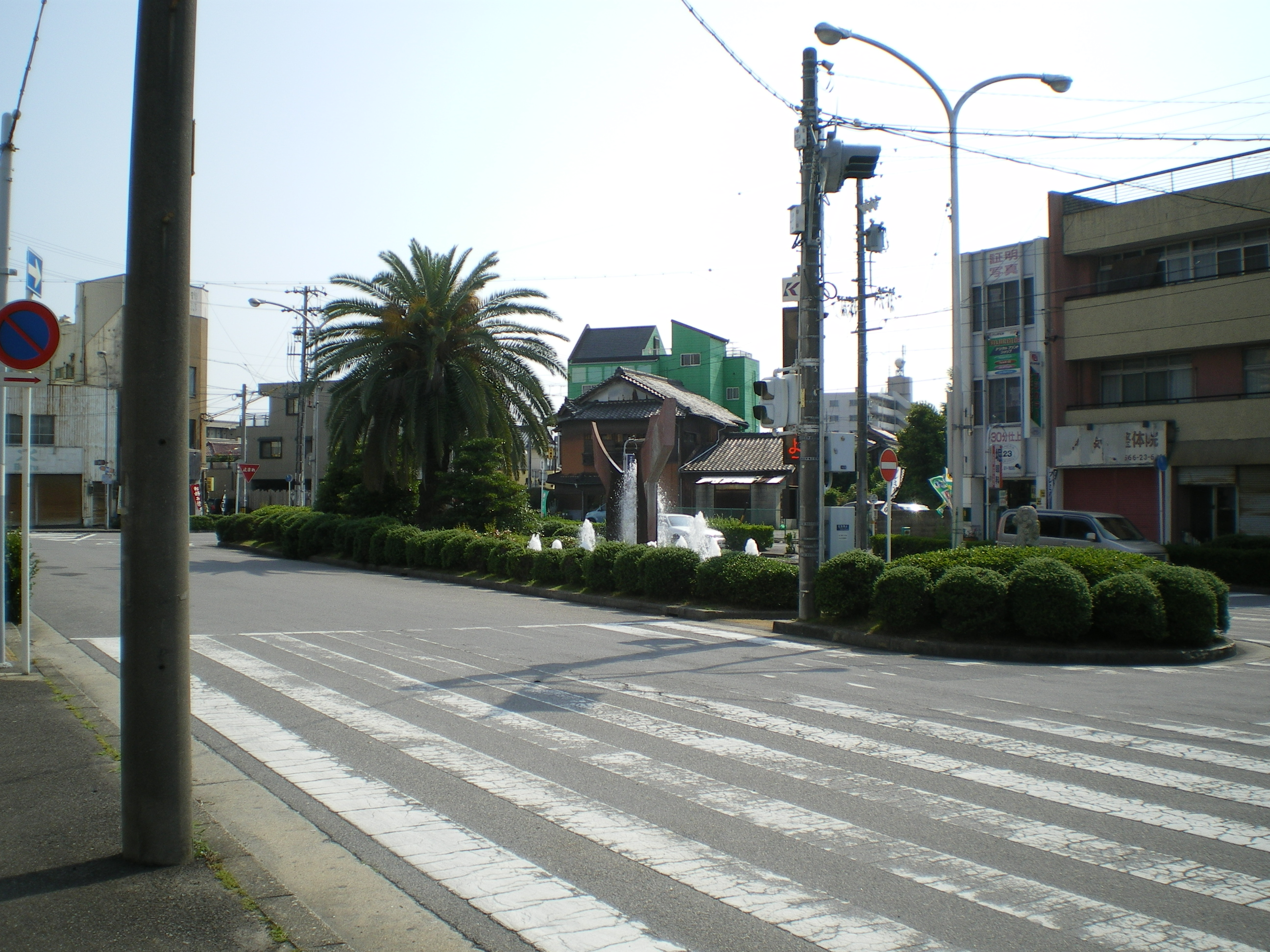
駅前ロータリー
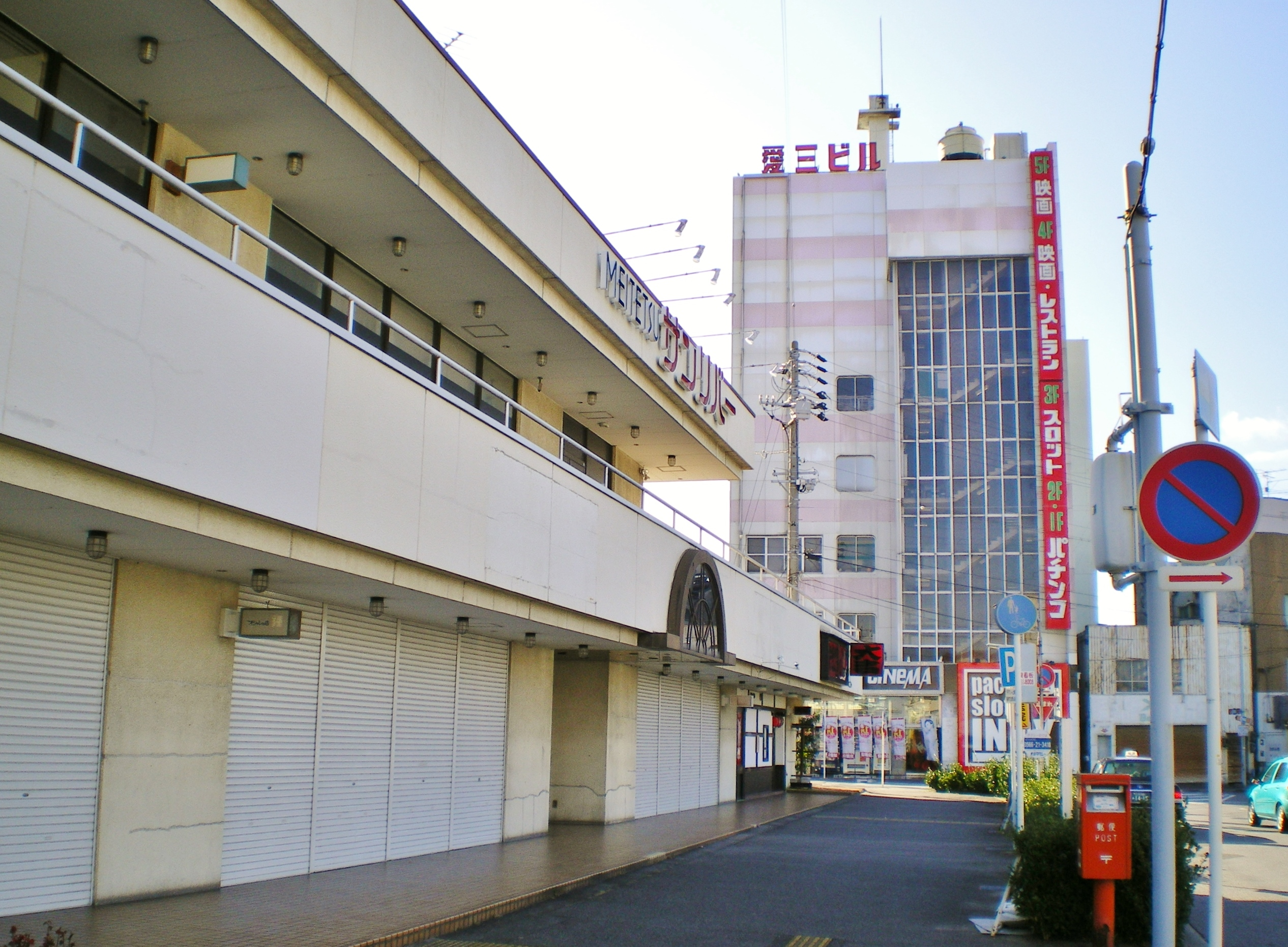
サンリバー（解体済）と愛三ビル
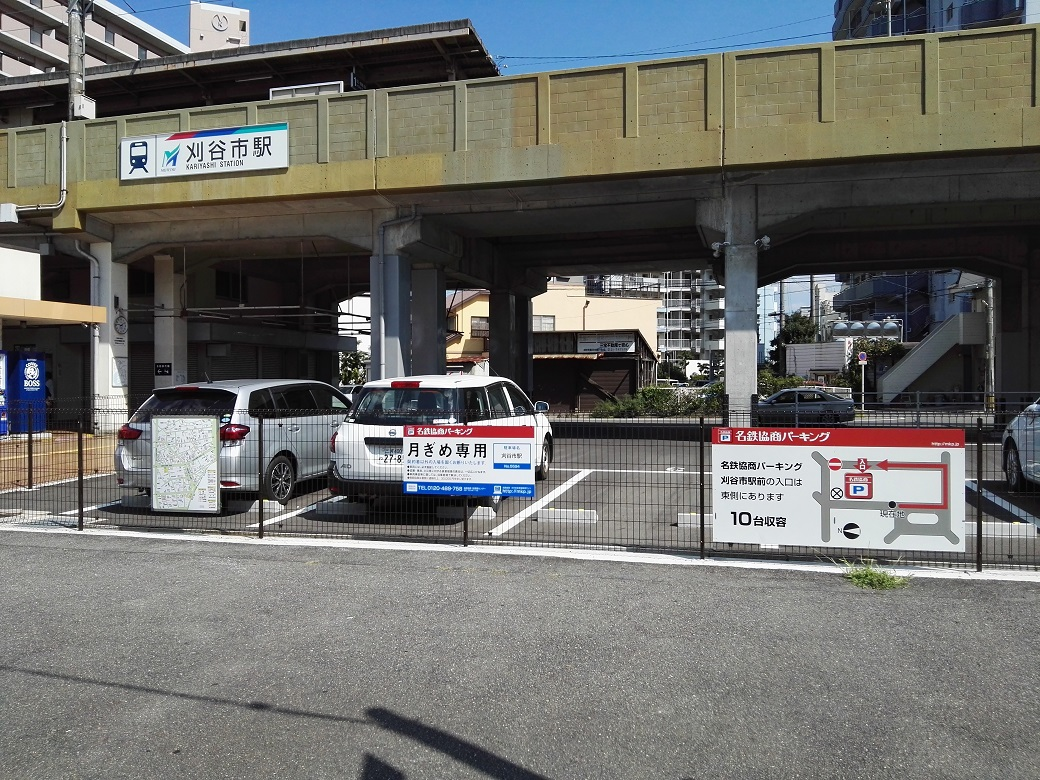
名鉄協商パーキングになったサンリバー跡地

## 利用状況
- 『名鉄120年：近20年のあゆみ』によると2013年度当時の1日平均乗降人員は5,852人であり、この値は名鉄全駅（275駅）中69位、 三河線（23駅）中5位であった[20]。
- 『名古屋鉄道百年史』によると1992年度当時の1日平均乗降人員は5,184人であり、この値は岐阜市内線均一運賃区間内各駅（岐阜市内線・田神線・美濃町線徹明町駅 - 琴塚駅間）を除く名鉄全駅（342駅）中88位、 三河線（38駅）中6位であった[21]。
- 『刈谷の統計』『移動等円滑化取組報告書』によると、近年の1日平均乗降人員は下表のとおりである[22][23]。

| 年度               | 1日平均 乗降人員 |
| ------------------ | ---------------- |
| 2009年（平成21年） | 4,814            |
| 2010年（平成22年） | 4,803            |
| 2011年（平成23年） | 5,019            |
| 2012年（平成24年） | 5,214            |
| 2013年（平成25年） | 5,852            |
| 2014年（平成26年） | 6,065            |
| 2015年（平成27年） | 6,389            |
| 2016年（平成28年） | 6,596            |
| 2017年（平成29年） | 6,602            |
| 2018年（平成30年） | 6,461            |
| 2019年（令和元年） | 6,558            |
| 2020年（令和02年） | 5,561            |

※ 周辺に高校が2校あるため平日朝夕は高校生の利用が多い。

## 隣の駅
名古屋鉄道
MU 三河線（海線）
刈谷駅 (MU02) - 刈谷市駅 (MU03) - 小垣江駅 (MU04)